# Sòng bạc hoàng gia
Sòng bạc hoàng gia (tựa gốc tiếng Anh: Casino Royale) là bộ phim đề tài gián điệp công chiếu năm 2006 và là phần thứ 21 trong loạt phim điện ảnh James Bond của Eon Productions, cũng như là bản chuyển thể màn ảnh thứ ba từ cuốn tiểu thuyết cùng tên (1953) của nhà văn Ian Fleming. Phim do Martin Campbell làm đạo diễn với phần kịch bản do đội ngũ biên kịch gồm Neal Purvis và Robert Wade cùng Paul Haggis chắp bút. Đây là phần phim điện ảnh đầu tiên có sự tham gia của nam diễn viên Daniel Craig trong vai điệp viên MI6 hư cấu James Bond. Tác phẩm do Eon Productions chịu trách nhiệm sản xuất cho Metro-Goldwyn-Mayer và Columbia Pictures, đánh dấu phim Bond đầu tiên do Eon hợp tác sản xuất với một xưởng phim thứ hai. Sau Die Another Day, Eon Productions quyết định khởi động lại loạt phim, tạo điều kiện cho họ thể hiện một nhân vật Bond non kinh nghiệm và dễ tổn thương hơn.
Sòng bạc hoàng gia lấy bối cảnh vào những năm đầu sự nghiệp của Bond ở vị trí đặc vụ 007, khi anh vừa nhận quyền được giết của mình. Nội dung phim kể về Bond trong một nhiệm vụ làm phá sản nhà tài trợ khủng bố Le Chiffre trong một giải đấu poker đánh cược lớn tại Casino Royale ở Montenegro. Bond cũng sa vào mối tình với Vesper Lynd - một nhân viên ngân quỹ được giao công việc cung cấp số tiền mà Bond cần cho giải đấu. Bộ phim khởi động một tiểu phần sẽ tiếp diễn trong Định mức khuây khỏa (2008).
Quá trình tuyển vai liên quan đến chiến dịch tìm kiếm mở rộng một nam diễn viên mới để kế nhiệm vai James Bond của Pierce Brosnan. Craig trở thành lựa chọn cuối cùng và thông tin được công bố vào tháng 10 năm 2005, làm dấy lên nhiều tranh cãi đáng chú ý. Địa điểm quay phim diễn ra tại Cộng hòa Séc, Bahamas, Ý và Anh Quốc với những cảnh dựng nội thất tại Barrandov Studios và Pinewood Studios.
Ngày 14 tháng 11 năm 2006, Sòng bạc hoàng gia ra mắt tại Odeon Leicester Square, đồng thời khởi chiếu tại Việt Nam vào ngày 29 tháng 12 năm 2006. Bộ phim nhận được đa số phản hồi tích cực với những nhận xét nhấn mạnh sự cách tân nhân vật của Craig và sự khởi đầu của phim từ ngụ ý của những phim Bond trước. Tác phẩm đã thu về 600 triệu USD toàn cầu và trở thành phần phim điện ảnh James Bond có doanh thu cao nhất, tính đến trước thời điểm Tử địa Skyfall ra rạp vào năm 2012.

## Nội dung
Điệp viên MI6 James Bond nhận cấp quyền được giết và thăng chức lên đặc vụ 00 sau khi ám sát giám đốc MI6 phản bội Dyren tại Đại sứ quán Anh ở Praha cũng như người liên lạc của hắn là Fisher trong một phòng tắm tại Lahore. Tại Uganda, người liên lạc bí ẩn có tên Mr. White giới thiệu Steven Obanno (thủ lĩnh tổ chức Quân kháng chiến của Chúa) với nhà tài trợ khủng bố Le Chiffre. Obanno ủy thác cho Le Chiffre một khoản tiền lớn để đầu tư an toàn cho hắn, thay vào đó Le Chiffre sử dụng khoản tiền để mua cổ phiếu của Skyfleet.
Tại Madagascar, Bond rượt đuổi kẻ chế tạo bom Mollaka đến một đại sứ quán châu Phi, anh bắn chết hắn và làm nổ tung tòa nhà. Tại Luân Đôn, giám đốc mới của MI6 là bà M khiển trách Bond vì đã vi phạm luật quốc tế và khuyên anh nên nghĩ lại về tương lai làm đặc vụ của mình. Những manh mối từ Mollaka dẫn đến quan chức tham nhũng người Hy Lạp Alex Dimitrios. Bond phát hiện Dimitrios tại Bahamas và sau khi quyến rũ vợ hắn là Solange, anh tiếp tục truy đuổi đến Miami. Bond thủ tiêu Dimitrios và theo dõi người liên lạc của hắn đến sân bay. Anh cũng ngăn chặn kịp thời vụ đánh bom phá hủy máy bay của Skyfleet vốn dùng để định giá khoản đầu tư của Le Chiffre. Để bồi thường lại số tiền, Le Chiffre lập nên một giải đấu Texas hold 'em đánh cược lớn tại Sòng bạc hoàng gia ở Montenegro. MI6 cử Bond tham dự giải đấu với niềm tin một thất bại sẽ ép Le Chiffre phải xin tị nạn với chính phủ Anh Quốc, giúp họ trao đổi thông tin về các khách hàng của mình. Trên chuyến tàu đến Montenegro, Bond gặp gỡ Vesper Lynd, một đặc vụ Bộ Ngân khố Nữ hoàng giữ nhiệm vụ bảo vệ khoản đầu tư 10 triệu USD của chính phủ.
Tại Montenegro, Bond và Vesper gặp người liên lạc của họ với MI6 là René Mathis. Bond giành được ưu thế khi khởi đầu trò chơi. Trong giờ giải lao, do tức giận vì mất khoản đầu tư, Obanno đã cùng thủ hạ đến phục kích Le Chiffre. Sau khi Obanno rời khỏi phòng Chiffre, Bond giao chiến với hắn và bóp cổ hắn cho đến chết. Vesper bị sốc bởi dư âm của vụ đánh nhau, nên Bond tới cạnh cô để an ủi khi trở về phòng. Khi giải đấu trở lại, Bond làm mất số tiền cược lúc đầu và Vesper từ chối tiếp tục chơi. Trong cơn nản lòng, Bond chuẩn bị ra tay giết Le Chiffre thì gặp Felix Leiter - người chơi đồng hương kiêm đặc vụ CIA có cùng nhiệm vụ như Bond. Trong hoàn cảnh sắp thua cuộc, Leiter đã đồng ý đặt cọc cho Bond với điều kiện là CIA sẽ bắt giữ Le Chiffre sau khi hắn thất bại.
Bond nhanh chóng lấy lại phong độ trước giờ nghỉ. Tuy nhiên bạn gái của Chiffre là Valenka đã bỏ chất độc mao địa hoàng vào ly martini của Bond. Bond phát hiện mình bị nôn mửa và chạy về xe Aston Martin để tự tiêm thuốc giải độc. MI6 hướng dẫn anh cách khử rung tim, nhưng khi chưa kịp nối dây thì Bond ngất xỉu. Vesper đã tới kịp thời để nối dây cho Bond và cứu mạng anh. Bond trở lại bàn đấu ngay khi Leiter thua ván cuối cùng trước Le Chiffre. Giải đấu lên đến cao trào với mức tiền thưởng 115 triệu USD, khi mà hai người chơi duy nhất còn lại là Bond và Chiffre sẽ đối đầu trực tiếp. Le Chiffre vượt trội so với những người chơi khác, nhưng Bond mới là người giành chiến thắng và trở thành nhà vô địch với một sảnh thùng (dãy bài đồng chất).
Sau khi Bond và Vesper cùng thưởng thức một bữa tối lãng mạn, thủ hạ của Le Chiffre đã phục kích bắt cóc Vesper. Ngay lập tức Bond sử dụng xe Aston Martin để truy đuổi chúng cứu Vesper. Tuy nhiên khi thấy Vesper nằm giữa đường cản trở, Bond đã lái lệch vô lăng tránh cô, làm xe bị hất văng và lật nhiều vòng. Cả hai đều bị bọn Chiffre bắt đi. Trước khi Bond bất tỉnh, Chiffre tiết lộ rằng Mathis là tay trong của hắn trong tổ chức MI6. Rồi Chiffre tra tấn Bond để lấy mật khẩu truy cập vào tài khoản chứa tiền, nhưng Bond vẫn kiên quyết từ chối. Khi Le Chiffre chuẩn bị thiến Bond, White mở cửa bước vào và bắn chết y. Bond tỉnh lại trong một bệnh viện và đề nghị MI6 bắt giữ Mathis. Đồng thời Bond cũng đệ đơn rút khỏi MI6 để sống cùng Vesper.
Bond và Vesper cùng đi du lịch đến Venezia. M gọi cho Bond và cho biết số tiền chưa bao giờ được gửi vào tài khoản ngân hàng của anh. Sau đó Bond gọi cho Mendel - nhân viên ngân hàng người Thụy Sĩ chịu trách nhiệm về giao dịch tiền tệ sau giải đấu xì tố để tìm hiểu chuyện gì đang xảy ra. Mendel thông báo cho Bond rằng số tiền đã được gửi, nhưng lại bị rút ngay khi họ nói mật khẩu. Khi nhận ra Vesper đã đánh cắp số tiền, Bond đuổi theo cô và khách hàng của cô vào trong một tòa nhà. Trong khi cuộc chiến đang diễn ra thì tòa nhà bị phá hủy và bắt đầu chìm xuống lòng kênh đào Chính, còn Vesper thì bị mắc kẹt trong chiếc thang máy. Bond tiêu diệt khách hàng của Vesper và cố gắng cứu cô, nhưng cô từ chối để anh cứu mình và chết đuối trong chiếc thang máy bị kẹt. Mr White quan sát mọi chuyện ở gần đó rồi bỏ đi với vali đựng tiền.
Bond tái gia nhập MI6 và đương đầu với cái chết của Vesper khi tố cáo với M rằng cô là kẻ phản bội và tiếp tục tra tấn Mathis. M thông báo cho anh về tổ chức tương tự đứng đằng sau Le Chiffre đã bắt cóc người yêu của Vesper và đe dọa giết y trừ khi cô trở thành đặc vụ hai mang. Trong khi bị Chiffre tra tấn, Vesper đã có một thỏa thuận: giao nộp số tiền để đổi lấy tính mạng của Bond. Bond phát hiện một tin nhắn văn bản mà Vesper để lại cho anh, trong đó có ghi số điện thoại và tên của White. Tại một bất động sản ở hồ Como, White nhận được một cuộc gọi từ Bond. Khi White đề nghị người gọi nêu danh tính, Bond bất ngờ bắn vào chân hắn rồi tự giới thiệu: "Tên tôi là Bond, James Bond."

## Diễn viên
|                    | Nhân vật                          | Thủ vai             | Giới thiệu |
| Dàn nhân vật chính | James Bond                        | Daniel Craig        | Bond là một đặc vụ của Cục Tình báo mật Anh Quốc với bí chức 007. Sau khi nhận bí chức trên, anh được giao nhiệm vụ bắt giữ một kẻ chế tạo bom tại Madagascar, nơi anh tình cờ phát hiện cuộc gọi của Le Chiffre và sau đó được cử đi đánh bại hắn trong một giải đấu xì tố đánh cược lớn tại Sòng bạc Hoàng gia.               |
| Dàn nhân vật chính | Vesper Lynd                       | Eva Green           | Lynd là đặc vụ của Bộ Ngân khố Nữ hoàng với nhiệm vụ giám sát Bond và tài trợ tài chính cho anh tại giải đấu xì tố đánh cược lớn. |
| Dàn nhân vật chính | Le Chiffre                        | Mads Mikkelsen      | Chiffre là một chủ ngân hàng phục vụ cho nhiều kẻ khủng bố trên toàn cầu. Y còn là một thiên tài về toán học và chuyên gia chơi cờ, và y cũng sử dụng những kĩ năng này khi chơi xì tố. |
| Dàn nhân vật chính | M                                 | Judi Dench          | M là giám đốc Cục Tình báo mật MI6. Mặc dù biết rằng mình đã thăng chức cho Bond quá sớm và hay khiển trách anh vì những hành động liều lĩnh, bà vẫn hành động giống như một người mẹ quan trọng trong cuộc đời Bond. Dench là diễn viên duy nhất từ loạt phim của Pierce Brosnan vẫn đóng trong phần này.                      |
| Dàn nhân vật phụ   | René Mathis                       | Giancarlo Giannini  | Người liên lạc của Bond ở Montenegro. |
| Dàn nhân vật phụ   | Felix Leiter                      | Jeffrey Wright      | Leiter là một đặc vụ của CIA thâm nhập vào giải đấu xì tố đồng thời hỗ trợ Bond. Đây là phim Bond đầu tiên do Eon sản xuất trong đó nhân vật Leiter do một diễn viên người da màu thủ vai (diễn viên duy nhất khác từng đóng vai Leiter là Bernie Casey trong Never Say Never Again, nhưng phim đó không phải do Eon sản xuất). |
| Dàn nhân vật phụ   | Alex Dimitrios                    | Simon Abkarian      | Dimitrios là một nhà thầu khác nằm trong mạng lưới thế giới ngầm khủng bố quốc tế và liên kết với Le Chiffre, sống tại Bahamas. |
| Dàn nhân vật phụ   | Solange Dimitrios                 | Caterina Murino     | Solange là vợ của Dimitrios và tình nhân của Bond. Cô là người đã vô tình tiết lộ một trong những kế hoạch của chồng. Sau khi Bond giết Dimitrios, thi thể của cô được tìm thấy trong tình trạng bị tra tấn đến chết. |
| Dàn nhân vật phụ   | Valenka                           | Ivana Miličević     | Bạn gái và nữ thủ hạ của Le Chiffre đi cùng hắn đến giải đấu xì tố. Cô là người đã bỏ thuốc độc vào ly rượu martini của Bond khiến anh suýt mất mạng. |
| Dàn nhân vật phụ   | Steven Obanno                     | Isaach de Bankolé   | Obanno là thủ lĩnh của tổ chức Quân kháng chiến của Chúa. Y được Mr. White giới thiệu với Le Chiffre để đầu tư tài khoản của y. |
| Dàn nhân vật phụ   | Mr. White                         | Jesper Christense   | Người liên lạc cho một tổ chức tội phạm ẩn danh. |
| Dàn nhân vật phụ   | Mollaka                           | Sébastien Foucan    | Kẻ chế tạo bom bị Bond truy đuổi qua một công trình xây dựng đến đại sứ quán châu Phi ở Madagascar. Y cũng bị Bond bắn chết tại đó. |
| Dàn nhân vật phụ   | Villiers                          | Tobias Menzies      | Thư ký trẻ của M tại trụ sở MI6. Họ của nhân vật này liên hệ đến James Villiers (diễn viên thủ vai Bill Tanner trong For Your Eyes Only và nhân vật Amherst Villiers trong nguyên tác tiểu thuyết.[10] |
| Dàn nhân vật phụ   | Mendel                            | Ludger Pistor       | Chủ ngân hàng người Thụy Sĩ chịu trách nhiệm cho tất cả các giao dịch trong và sau giải đấu. |
| Dàn nhân vật phụ   | Carlos                            | Claudio Santamaria  | Tên khủng bố được Le Chiffre thuê để làm nổ tung một máy bay. |
| Dàn nhân vật phụ   | Gettler                           | Richard Sammel      | Sát thủ làm việc cho một tổ chức tội phạm ẩn danh và người liên lạc với Vesper tại Venice. |
| Dàn nhân vật phụ   | Kratt                             | Clemens Schick      | Vệ sĩ của Le Chiffre và thường đi cùng hắn trong các phi vụ làm ăn. |
| Dàn nhân vật phụ   | Carter                            | Joseph Millson      | Đặc vụ MI6 đi cùng Bond tại Madagascar. |
| Dàn nhân vật phụ   | Williams                          | Ben Cooke           | Đặc vụ MI6 thẩm vấn Bond ở Luân Đôn. |
| Dàn nhân vật phụ   | Dryden                            | Malcolm Sinclair    | Cựu giám đốc MI6 bị mua chuộc và mục tiêu hạ thủ chính thức thứ hai của Bond. |
| Dàn nhân vật phụ   | Fisher                            | Darwin Shaw         | Người liên lạc ngầm của Dryden. M cử Bond đi thủ tiêu hắn, mục tiêu chính thức thứ hai của anh. Bond theo dõi (tại Lahore, Pakistan trong các phân cảnh bị cắt), dìm đến suýt chết rồi cuối cùng bắn hạ hắn. |
| Dàn nhân vật phụ   | Người mua cổ phần                 | Tom Chadbon         | Nhân vật này chỉ xuất hiện một thời gian ngắn trong cuộc trao đổi điện thoại với Le Chiffre. |
| Dàn nhân vật phụ   | Madame Wu                         | Tsai Chin           | Người chơi xì tố kì cựu chuyên nghiệp. Chin cũng từng thủ vai Ling trong You Only Live Twice. |
| Dàn nhân vật phụ   | Gräfin von Wallenstein            | Veruschka           | Nữ bá tước tham dự giải đấu xì tố. |
| Dàn nhân vật phụ   | Cô gái chơi tennis                | Alessandra Ambrosio | Gặp Bond trong lúc anh đi gửi xe. |
| Dàn nhân vật phụ   | Nhân viên tiếp tân của Ocean Club | Christina Cole      | Gặp Bond khi anh đến khách sạn gửi đồ. |

Sòng bạc hoàng gia còn có một vai khách mời của doanh nhân người Anh Richard Branson (xuất hiện trong cảnh khám người ở sân bay quốc tế Miami). Vai này bị cắt khỏi các bản chiếu trên chuyến bay thuộc hệ thống giải trí của British Airways, còn máy bay Virgin Atlantic do Branson tài trợ có phần đuôi mang logo của công ty bị che khuất.

## Sản xuất
Sòng bạc hoàng gia từng được sản xuất dưới dạng một tập phim truyền hình năm 1954 và một phim điện ảnh châm biếm năm 1967. Năm 1999, Eon Productions giành được bản quyền tác phẩm sau khi Sony Pictures Entertainment trao đổi bản quyền phim để lấy bản quyền Người Nhện của Metro-Goldwyn-Mayer. Tháng 3 năm 2004, Neal Purvis và Robert Wade bắt đầu viết một kịch bản với nam diễn viên Pierce Brosnan thủ vai Bond, nhằm đem lại hương vị từ những cuốn tiểu thuyết Bond gốc của Ian Fleming. Đóng góp chính của Paul Haggis là viết lại phần cao trào của phim. Ông giải thích: "kịch bản phim vốn rất trung thành với nguyên tác và có một lời thú nhận, vì thế trong phần kịch bản gốc nhân vật đã thú nhận và tự sát. Rồi cô ấy cử Bond truy đuổi những kẻ phản diện và Bond rượt đuổi chúng vào trong ngôi nhà. Tôi không biết tại sao nhưng tôi nghĩ Vesper phải ở trong một ngôi nhà đang chìm và Bond từng muốn giết cô nhưng rồi lại cố cứu cô". Broccoli và Wilson lưu ý rằng "Die Another Day từng trở nên quá kỳ quặc" nên thấy rằng bộ phim kế tiếp sẽ mang nét thực tế hơn.
Đạo diễn Quentin Tarantino từng bày tỏ sự quan tâm muốn đạo diễn một bản chuyển thể của Sòng bạc hoàng gia, nhưng Eon không để tâm. Quentin yêu cầu được làm việc đằng sau ống kính với gia đình nhà Fleming và ông tin rằng đây là lý do các nhà làm phim dám thực hiện Sòng bạc hoàng gia. Taratino còn cho biết ông muốn lấy bối cảnh phim vào thập niên 1960 và sẽ chỉ thực hiện bộ phim với diễn viên Pierce Brosnan thủ vai Bond. Tháng 2 năm 2005, Martin Campbell được công bố làm đạo diễn phim. Cuối năm 2005, Sony dẫn đầu một tập đoàn mua lại MGM, tạo điều kiện để Sony giành quyền phân phối bắt đầu bằng bộ phim.
Eon tin rằng họ đã lạm dụng quá nhiều hiệu ứng CGI trong nhiều phim gần đây, đặc biệt là Die Another Day và rất muốn hoàn thiện các pha nhào lộn trong Sòng bạc hoàng gia theo "kiểu cũ". Nhằm giúp cảnh rượt đuổi trên trở nên chân thực hơn, các nhà biên kịch Purvis, Wade và Haggis muốn kịch bản bám sát nguyên tác tiểu thuyết năm 1953 nhất có thể khi giữ lại cốt truyện đen tối hơn của Fleming và tính cách của Bond. Do những vấn đề bản quyền liên quan đến quyền sở hữu Thunderball, tổ chức mà Mr White hoạt động trong phim không được đặt tên là Spectre mà bị thay bằng một cái tên khác.

### Tuyển vai
Pierce Brosnan từng ký một hợp đồng đóng bốn phim khi anh nhận vai James Bond. Hợp đồng này có hiệu lực khi khâu sản xuất Die Another Day kết thúc. Vào thời điểm này Brosnan đã chuẩn bị đón sinh nhật lần thứ 50. Lúc này người hâm mộ vẫn nghĩ về Brosnan và các nhà phê bình không hài lòng khi Roger Moore còn đóng Bond cho đến năm ông 58 tuổi. Họ bắt đầu suy đoán rằng các nhà sản xuất đang tìm kiếm một nam diễn viên trẻ hơn để kế nhiệm Brosnan. Brosnan chính thức tuyên bố ngừng đóng Bond vào tháng 2 năm 2004. Tại thời điểm đó, nhà sản xuất Michael G. Wilson tuyên bố có một danh sách 200 cái tên được cân nhắc để thay thế Brosnan. Nam diễn viên người Croatia Goran Višnjić từng thử vai cùng ngày với Craig nhưng bị cho là không thể làm chủ tông giọng của người Anh. Diễn viên người New Zealand Karl Urban cũng được cân nhắc nhưng không thể thực hiện bài kiểm tra ghi hình vì cam kết quay phim. Theo Martin Campbell, Henry Cavill là diễn viên duy nhất cạnh tranh nghiêm túc cho vai diễn, nhưng độ tuổi 22 của anh lại bị coi là quá trẻ. Diễn viên người Úc Sam Worthington và nam diễn viên người Scotland Dougray Scott cũng là những lựa chọn khác cho vai diễn. Hugh Jackman cũng tiếp cận đóng vai diễn ngay trước khi Craig được chọn đóng Bond nhưng buộc phải từ chối vì các cam kết khác.
Tháng 5 năm 2005, nam diễn viên người Anh Daniel Craig cho biết MGM cùng hai nhà sản xuất Michael G. Wilson và Barbara Broccoli đã cam đoan anh sẽ giành vai Bond. Matthew Vaughn cũng nói với các phóng viên rằng MGM đã trao anh cơ hội đạo diễn phần phim mới, nhưng vào thời điểm đó Eon Productions không tiếp cận bất cứ ai trong số họ. Một năm trước, Craig từng từ chối ý tưởng đóng Bond vì anh thấy rằng loạt phim đã bị áp đặt theo một công thức, chỉ khi đọc kịch bản anh mới trở nên hứng thú. Craig đọc hết toàn bộ tiểu thuyết của Fleming để chuẩn bị cho vai diễn, anh lấy các đặc vụ của Mossad và Cục Tình báo mật từng làm cố vấn trên phim trường Munich làm cảm hứng vì: "Bond chỉ vừa mới ra thực địa và anh ta là một sát thủ [...] Bạn có thể thấy nó trong mắt họ, lúc đó bạn biết ngay: Ồ, xin chào, anh ta là một sát thủ. Nhìn kìa! Những người này bước vào một căn phòng và họ kiểm tra chu vi lối ra rất tinh tế. Đó đúng là kiểu tôi muốn."

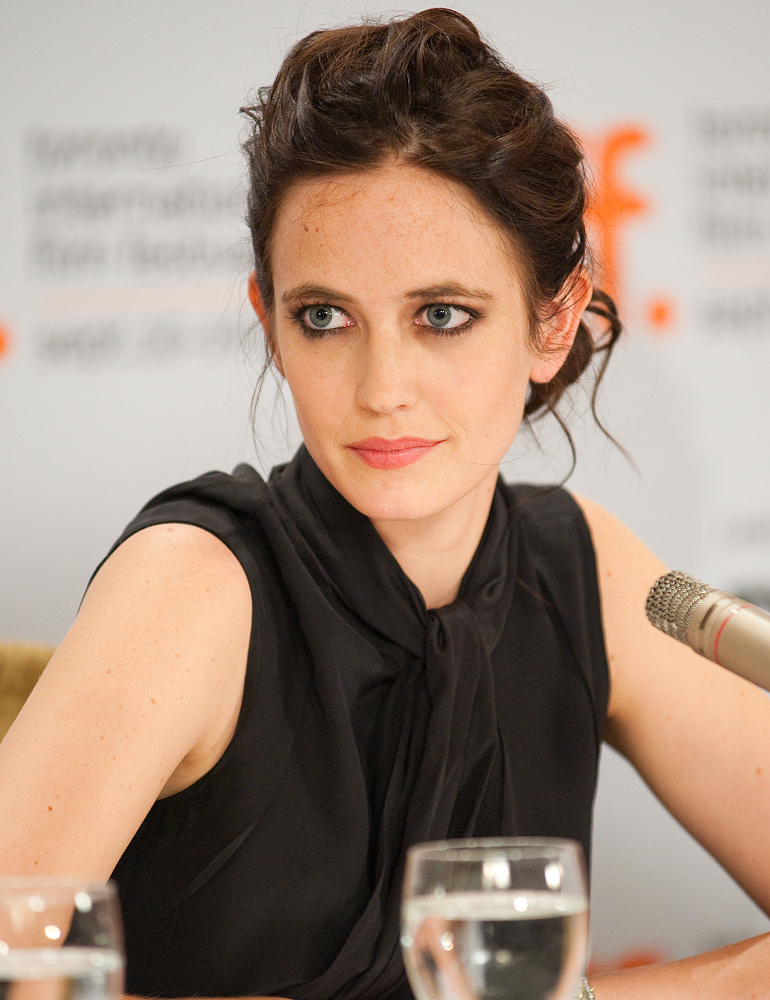
Nữ diễn viên Eva Green là lựa chọn cuối cùng cho vai Bond girl chính Vesper Lynd.

Ngày 14 tháng 10 năm 2005, Eon Productions, Sony Pictures Entertainment và MGM công bố tại một buổi họp báo ở Luân Đôn rằng Craig sẽ là nam diễn viên thứ sáu thủ vai James Bond. Sau khi dành thời gian nghỉ ngơi sau khi ghi hình phim The Invasion, Craig mặc bộ đồ công sở cùng mái tóc dài và đáp lên tàu Rigid Raider của Hải quân hoàng gia để di chuyển từ HMS Belfast đến HMS President - nơi tổ chức buổi họp báo ra mắt toàn cầu. Tranh cãi vẫn tiếp nối sau quyết định trên, khi một số nhà phê bình và người hâm mộ tỏ ra ngờ vực rằng các nhà sản xuất đã đưa ra lựa chọn đúng. Trong suốt thời gian sản xuất phim, các chiến dịch trên Internet như "danielcraigisnotbond.com" bày tỏ sự bất mãn và đe dọa sẽ tẩy chay bộ phim để phản đối. Không giống như các nam diễn viên trước, những người phản đối coi Craig không phù hợp với hình ảnh cao, da ngăm, đẹp trai và cuốn hút của Bond mà khán giả đã quen theo dõi. Báo Daily Mirror còn đăng một mẩu tin tức trên trang nhất chỉ trích Craig với giật tít The Name's Bland – James Bland.
Vai diễn quan trọng cần tuyển kế tiếp là vai Bond girl chính Vesper Lynd. Giám đốc tuyển vai Debbie McWilliams thừa nhận rằng những ngôi sao nữ của Hollywood gồm Angelina Jolie và Charlize Theron từng là các "lựa chọn sáng giá" cho vai diễn, trong khi nữ diễn viên người Bỉ Cécile de France cũng đi thử vai nhưng không được nhận vì chất giọng Anh của cô "không đạt chuẩn". Nữ minh tinh người Pháp Audrey Tautou từng được cân nhắc nhưng không được lựa chọn vì trùng lịch với vai diễn của cô trong Mật mã Da Vinci - phim này dự kiến phát hành vào tháng 5 năm 2006. Ngày 16 tháng 2 năm 2006, một nguồn tin xác nhận nữ diễn viên người Pháp Eva Green sẽ là người đảm nhận vai Lynd.

### Ghi hình

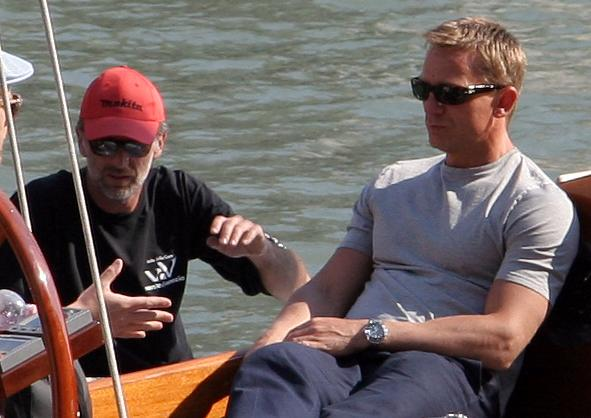
Craig trên phim trường tại Venezia.

Ngày 3 tháng 1 năm 2006, Sòng bạc hoàng gia bắt đầu quá trình ghi hình và công đoạn này kết thúc vào ngày 20 tháng 7 năm 2006. Phim được quay chính tại xưởng phim Barrandov Studios ở Praha, bên cạnh các phân cảnh bổ sung tại Bahamas, Ý và Anh Quốc. Phim đóng máy tại Pinewood Studios. Michael G. Wilson tuyên bố rằng Sòng bạc hoàng gia sẽ không ghi hình hay lấy bối cảnh tại Praha và Nam Phi. Tuy nhiên hãng Eon Productions lại gặp phải những vấn đề để đảm bảo địa điểm quay phim tiến hành tại Nam Phi. Sau khi không còn địa điểm nào khác, các nhà sản xuất buộc phải cân nhắc lại những lựa chọn của họ. Tháng 9 năm 2005, Martin Campbell và nhà quay phim Phil Meheux đang tìm kiếm khu nghỉ mát Atlantis Paradise Island tại Bahamas làm địa điểm quay tiềm năng cho phim. Ngày 6 tháng 10 năm 2005, Martin Campbell xác nhận Sòng bạc hoàng gia sẽ ghi hình tại Bahamas và "có thể là Ý". Bên cạnh mở rộng địa điểm ghi hình, hãng phim còn có nhiệm vụ tập vũ đạo và phối hợp đóng thế diễn ra tại Barrandov Studios ở Prague và Pinewood Studios - nơi phim sử dụng một vài sân khấu, hậu trường phông xanh và sân khấu 007. Quá trình quay thêm tại Anh Quốc dự kiến diễn tại Dunsfold Aerodrome ở Surrey, rạp cricket tại Eton College (mặc dù những cảnh đó đều bị cắt khỏi bộ phim đã hoàn thành) và khu đất kiểm tra phương tiện Millbrook Proving Ground tại Bedfordshire.

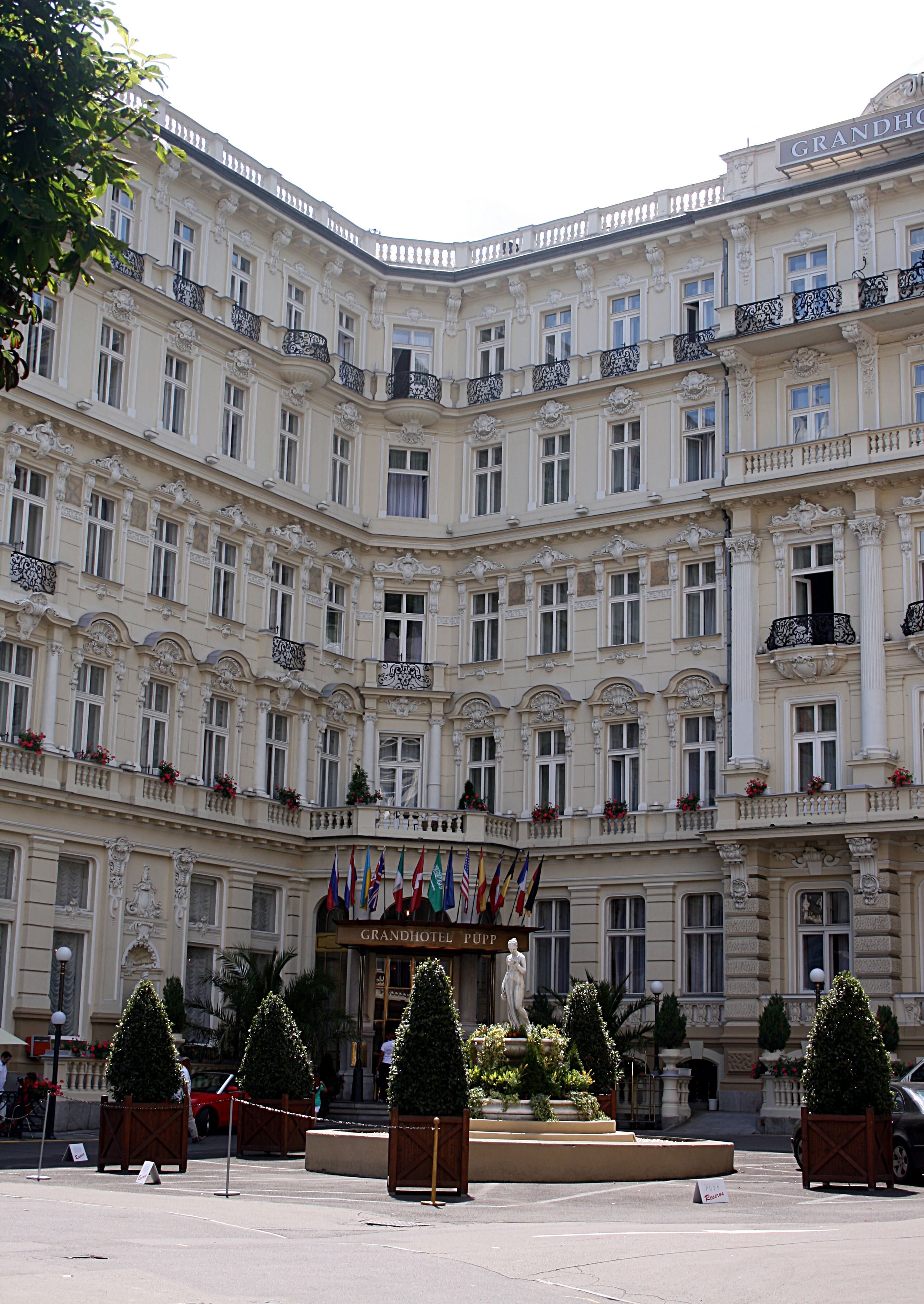
Khách sạn Grandhotel Pupp, Karlovy Vary, Cộng hòa Séc.

Sau Praha, ê-kíp làm phim di chuyển đến Bahamas. Một vài địa điểm xung quanh New Providence được dùng để ghi hình trong tháng 2 và tháng 3, đặc biệt là đảo Paradise. Ngày 4 tháng 7 năm 2006, cảnh phim ở Mbale, Uganda được quay tại vườn quốc gia Black Park - nằm trong Buckinghamshire. Những phân cảnh bổ sung diễn ra tại Albany House - khu đất thuộc sở hữu của hai tay golf là Ernie Els và Tiger Woods. Đoàn làm phim trở lại Cộng hòa Séc vào tháng 4 và tiếp tục ghi hình tại Praha, Planá và Loket, trước khi hoàn tất khâu quay phim trong một thị trấn của Karlovy Vary. Một khu spa nổi tiếng của Séc - Karlovy Vary được sử dụng làm cảnh ngoại thất của Sòng bạc hoàng gia, còn Grandhotel Pupp là "khách sạn tráng lệ" trong phim.
Địa điểm quay chính của Ý là Venezia - bối cảnh phần lớn đoạn kết của phim. Cảnh Bond trên một chiếc thuyền buồm được ghi hình trên một chiếc du thuyền dài 54 thước Anh (49 m) có tên là Spirit. Nó do công ty Spirit Yachts thiết kế tại Suffolk, Anh và buộc phải thu lại cột buồm để có thể chui qua nhiều cây cầu khác nhau ở Venezia nhằm tiến đến địa điểm quay phim. Vì lý do này mà SV Spirit "là chiếc thuyền buồm đầu tiên được thiết kế trên Kênh đào Chính tại Venice trong 300 năm."
Những cảnh quay ở nửa sau của phim được ghi hình vào cuối tháng 5 và đầu tháng 6 tại khu biệt thự Villa del Balbianello tọa lạc bên hồ Como. Các cảnh ngoại thất khác trong phim diễn ra tại các khách sạn như Villa la Gaeta, nằm gần thị trấn ven bờ sông của Menaggio.
Đoạn phim tái hiện buổi triển lãm Body Worlds đóng vai trò làm bối cảnh cho một cảnh phim. Những bức tượng bằng nhựa của Body Worlds xuất hiện trong phân cảnh trên là Poker Playing Trio – bộ ba chơi poker (đóng vai trò quan trọng trong cảnh này) và Rearing Horse and Rider (Kỵ sĩ đang cưỡi ngựa). Nhà phát triển kiêm nhà quảng bá triển lãm là nhà giải phẫu Gunther von Hagens cũng có một vai khách mời trong phim.

### Hiệu ứng
Nhằm thiết kế phân cảnh credit cho phim, nhà thiết kế đồ họa Daniel Kleinman lấy cảm hứng từ bìa ấn bản đầu tiên của tiểu thuyết Casino Royale tại Anh Quốc, trong đó xuất hiện thiết kế gốc của Ian Fleming là một tấm bài có viền là tám trái tim đỏ kèm với giọt máu. Kleinman cho biết, "Những trái tim không chỉ đại diện cho các lá bài mà còn là nỗi đau khổ trong câu chuyện tình yêu của Bond. Vì vậy tôi lấy chúng làm cảm hứng để sử dụng các tạo hình thẻ bài theo nhiều cách khác nhau trong phần mở đầu phim", chẳng hạn như câu lạc bộ đại diện cho một làn khói súng, và những động mạch bị chém bắn ra hàng ngàn trái tim nhỏ. Nhằm tạo ra một loạt các hình bóng, Kleinman đã số hóa phân cảnh của Craig và dàn diễn viên đóng thế trên hệ điều hành hiệu ứng hình ảnh Inferno tại Framestore ở Luân Đôn, bóng của các diễn viên kết hợp thành hơn 20 cảnh hoạt họa kĩ thuật số, miêu tả các mẫu hình thẻ bài tinh xảo và sáng tạo. Kleinman quyết định không sử dụng hình bóng của phụ nữ thường xuất hiện trong các cảnh mở đầu phim Bond; ông nhận thấy rằng hình ảnh phụ nữ không phù hợp với tinh thần và nội dung phim sau khi Bond phải lòng Vesper.
Trong phần còn lại của tác phẩm, nhà giám sát hiệu ứng đặc biệt và hiệu ứng thu nhỏ Chris Corbould đã trở lại và đem tới phong cách làm phim chân thực hơn cũng như giảm thiểu đáng kể hiệu ứng kĩ thuật số. Theo Corbould, "CGI là một công cụ tuyệt vời và có thể rất hữu ích, nhưng tôi sẽ đấu tranh quyết liệt để làm một thứ gì đó chân thực. Đó là phương án tốt nhất." Ba phân cảnh chủ yếu liên quan đến hiệu ứng vật lý trong phim là cảnh rượt đuổi trong công trường xây dựng ở Madagascar, cảnh rượt đuổi tại sân bay Miami và cảnh ngôi nhà đang chìm ở Venezia, còn các cảnh quay khác diễn ra tại Grand Canal hoặc trong Pinewood Studios.
Đoạn phim đầu tiên trong lịch trình là những phân cảnh tại công trường xây dựng ở Madagascar, được quay tại Bahamas trong một khách sạn vô chủ mà Michael G. Wilson từng tiếp xúc vào năm 1977 trong lúc ghi hình The Spy Who Loved Me. Trong cảnh phim đó, Bond lái một chiếc máy đào đi về phía tòa nhà rồi tông vào chân tường bê tông trong lúc Mollaka đang chạy. Đội ngũ đóng thế đã dựng một mô hình và đưa ra một vài giải pháp để hình dung ra hình ảnh chiếc máy đào đâm vào chân tường bê tông, bao gồm cả cột trụ ở phía dưới. Một đoạn tường bê tông bị gỡ bỏ để phù hợp với chiếc máy đào cũng như được gia cố bằng thép.
Cảnh quay tại sân bay quốc tế Miami được ghi hình một phần ở Dunsfold Aerodrome, Surrey – nơi nổi tiếng nhờ từng xuất hiện trong chương trình chuyên về ô tô của Anh Top Gear, cùng một số cảnh phim được quay từ các sân bay ở Prague và Miami. Trong cảnh lực đẩy từ động của chiếc máy bay đang cất cánh thổi bay chiếc xe cảnh sát lên không trung, những giám đốc điều phối thứ hai là Ian Lowe, Terry Madden và Alex Witt đã sử dụng một chiếc cần cẩu với dây cáp cực bền được gắn vào phần cản sau của phương tiện, nhằm đẩy nó lên và giật lùi vào đúng thời điểm ghi hình cảnh máy bay cất cánh khỏi mặt đất.
Chiếc Skyfleet S570 trong Sòng bạc hoàng gia là loại máy bay mang nhãn hiệu G-BDXJ 747-200B cũ của British Airways; phần động cơ của nó đã bị loại bỏ và thay đổi để xuất hiện trong phim. Chiếc máy bay mới tân trang có động cơ ngoài bị thay thế bằng các thùng nhiên liệu, trong khi động cơ bên trong bị thay thế bằng một cặp động cơ mô phỏng trên mỗi cột trụ trong. Cấu hình buồng lái cũng bị thay đổi để khiến chiếc 747 trông giống như nguyên mẫu của một chiếc máy bay tân tiến. Chiếc máy bay trên có thể được nhìn thấy trên đường bay thử trong chương trình chuyên về ô tô của BBC Top Gear.

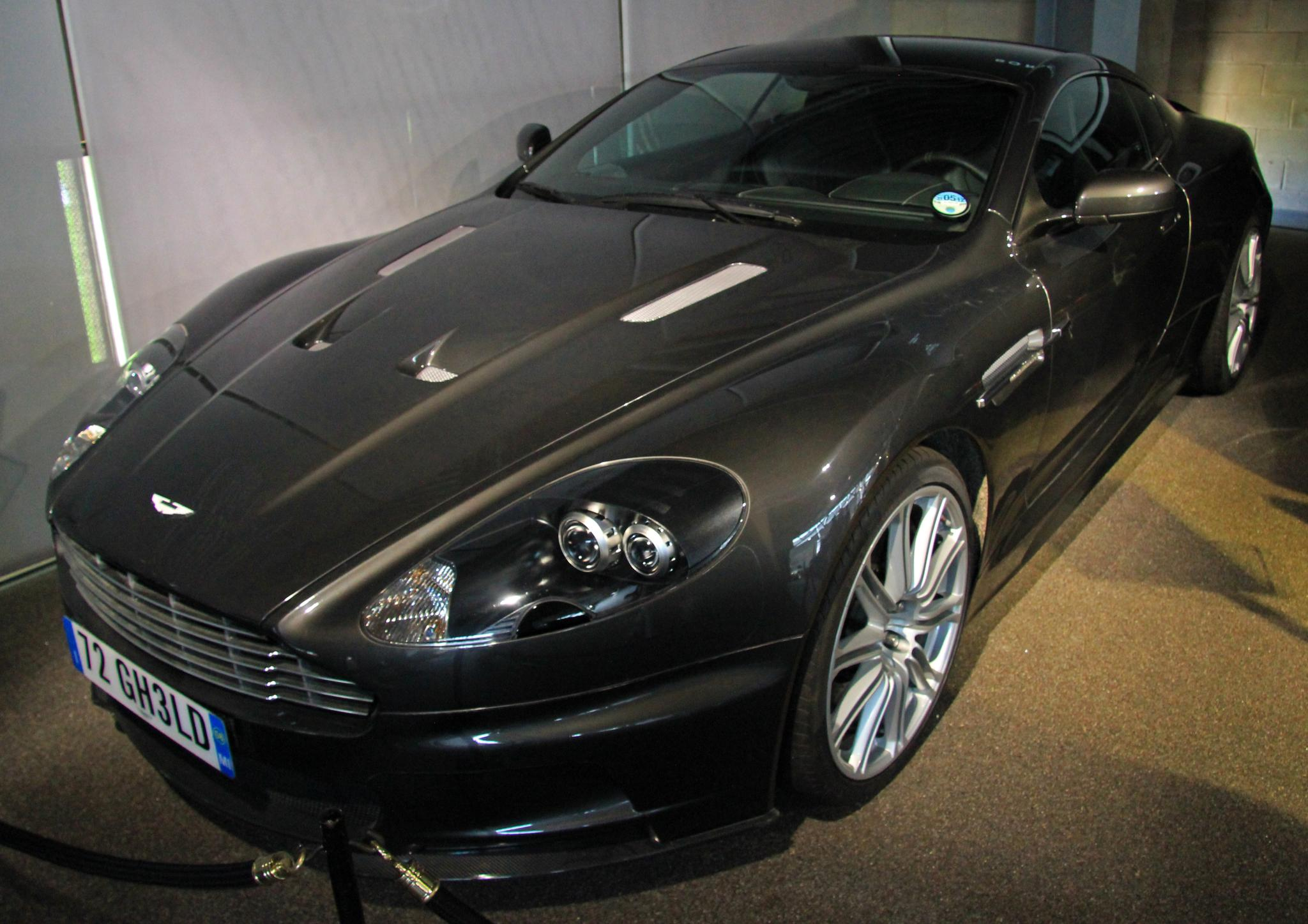
Chiếc Aston Martin DBS do Bond điều khiển trong phim.

Tình tiết ngôi nhà bị chìm tại Venezia diễn ra ở điểm cao trào của phim có sự trang bị của dàn thiết bị kỹ thuật lớn nhất từng được xây dựng cho một phim Bond. Đối với phân cảnh Bond theo chân Vesper vào ngôi nhà có sự hỗ trợ của bóng bay bơm phồng, một vùng hậu trường lớn được đặt tại sân khấu 007 ở Pinewood, gồm có một khu quảng trường Venezia và khu nội thất của tòa nhà bị đổ nát cao ba tầng. Tổng số thiết bị kỹ thuật nặng khoảng 90 tấn, gồm có các thiết bị điện tử, các van thủy lực do máy tính điều khiển chặt chẽ, vì những chuyển động cơ học (động lực học) diễn ra trong hệ thống nằm trên hai trục của nó. Một hệ thống máy tính tương tự cũng điều khiển mô hình nội thất tòa nhà do đội ngũ làm hiệu ứng xây dựng với tỉ lệ một phần ba, nhằm ghi hình cảnh tòa nhà cuối cùng đổ sập xuống kênh đào Venezia. Mô hình thang máy trong dàn thiết bị kĩ thuật có thể bị ngâm trong mực nước 19 foot (5,8 m), đồng thời sử dụng dàn máy nén để điều chỉnh chặt chẽ sự chuyển động.
Vào thời điểm ghi hình, Aston Martin vẫn đang trong những khâu thiết kế cuối cùng của chiếc Aston Martin DBS. Các nhà làm phim đã sắp xếp phân cảnh liên quan đến lật xe bằng cách sử dụng mẫu Aston Martin DB9 đã được chỉnh sửa trông giống mẫu Aston Martin DBS V12 của Bond cũng như được trang bị thêm để chịu va chạm. Do trọng tâm thấp của chiếc xe, các nhà làm phim buộc phải làm một con dốc dài 18-inch (450 mm) trên đường băng tại Millbrook Proving Ground và người lái đóng thể thực hiện cảnh lật xe là Adam Kirley đã sử dụng một chiếc súng bắn khí cannon nằm phía sau ghế lái để đẩy chiếc xe lộn một vòng vào đúng thời điểm va chạm. Với vận tốc hơn 70 mph (113 km/h), chiếc xe đã lật bảy vòng trong cảnh quay, qua đó thiết lập kỷ lục thế giới về số lần một xe hơi lật vòng nhiều nhất do Sách Kỷ lục Guinness xác nhận vào ngày 5 tháng 1 năm 2006.

### Âm nhạc
Nhạc phim Sòng bạc hoàng gia do hãng đĩa Sony Classical Records phát hành vào ngày 14 tháng 12 năm 2006, trong đó gồm phần nhạc nền do nhà soạn nhạc kì cựu David Arnold sáng tác. Đây cũng là nhạc phẩm thứ tư của ông dành cho loạt phim điện ảnh Bond, trong khi đó Nicholas Dodd là người phối và điều khiển dàn nhạc. Ngày 26 tháng 7 năm 2006, các nhà sản xuất Michael G. Wilson và Barbara Broccoli thông báo Chris Cornell sẽ sáng tác và thể hiện bài hát chủ đề mang tên "You Know My Name". Những giai điệu chính của ca khúc được phát trong suốt bộ phim thay thế cho nhạc hiệu James Bond, nhằm thể hiện tuổi trẻ và sự thiếu kinh nghiệm của Bond. Khúc nhạc hiệu kinh điển của loạt phim 007 chỉ được phát lên trong các dòng credit cuối cùng, lúc đoạn nhạc lên đến cao trào thì xuất hiện vòng cung của nhân vật.

## Phát hành
Ngày 14 tháng 11 năm 2006, Sòng bạc hoàng gia ra mắt cùng thời điểm tại các rạp chiếu Odeon Leicester Square, Odeon West End và Empire. Phim đánh dấu buổi chiếu Điện ảnh Hoàng gia (Royal Film Performance) lần thứ 60 và gây phúc lợi cho Quỹ từ thiện Điện ảnh và Truyền hình (Cinema & Television Benevolent Fund, viết tắt là CTBF), do nữ vương Elizabeth II bảo trợ; bà cũng tham dự buổi chiếu với Công tước xứ Edinburgh. Đây là buổi chiếu phim James Bond thứ ba mà Nữ hoàng góp mặt, sau You Only Live Twice và Die Another Day. Bên cạnh dàn diễn viên và đoàn làm phim, rất nhiều người nổi tiếng và 5.000 khách cũng tham dự buổi chiếu với một nửa số tiền thu được gây quỹ cho CTBF.
Chỉ hai ngày sau buổi ra mắt phim, những bản sao trái phép đã xuất hiện và bày bán ở Luân Đôn. Kieron Sharp từ Hiệp hội chống vi phạm bản quyền cho biết, "Sự xuất hiện tràn lan của bộ phim này trên đường phố thể hiện sự giả mạo có tổ chức đằng sau hành vi vi phạm bản quyền điện ảnh tại Anh Quốc". Các bản sao DVD trái phép được tiêu thụ với giá 1,57 bảng. Bản thân Craig cũng nhận được lời chào hàng một đĩa DVD tương tự trong lúc đi dạo phố ẩn danh ở Bắc Kinh, khi anh đội một chiếc mũ và cặp kính để tránh bị nhận diện.
Vào tháng 1 năm 2007, Sòng bạc hoàng gia trở thành phim Bond đầu tiên từng khởi chiếu tại thị trường Trung Quốc đại lục. Phiên bản tiếng Trung đã được chỉnh sửa trước khi ra rạp khi tái đặt tên mối liên hệ đến Chiến tranh Lạnh và bổ sung đoạn thoại mới vào phân cảnh chơi poker nhằm giải thích luật chơi của Texas hold 'em, vì trò này ít phổ biến tại Trung Quốc (phần bổ sung này gợi nhớ đến một đoạn thoại tương tự cũng được thêm vào bản chuyển thể truyền hình Mỹ năm 1954 nhằm giải thích luật chơi của Baccarat - trò chơi xuất hiện trong nguyên tác). Sòng bạc hoàng gia đã thu về khoảng 11,7 triệu USD tại Trung Quốc kể từ khi khởi chiếu vào ngày 30 tháng 1 ở 468 phòng chiếu, bao gồm cả kỷ lục phòng vé của một bộ phim nước ngoài (không phải tiếng Trung) dịp cuối tuần mở màn với 1,5 triệu USD. Tại Việt Nam, tác phẩm được khởi chiếu tại các rạp ở Hà Nội và thành phố Hồ Chí Minh vào ngày 29 tháng 12 năm 2006.
Sau khi giới phê bình gán cho phim Die Another Day cái tên "Buy Another Day" vì 20 thỏa thuận đặt sản phẩm trong phim, Eon đã giới hạn mảng quảng bá cho Sòng bạc hoàng gia. Các đối tác với Eon lần này gồm có Ford Motors, Heineken Pilsener (hãng bia mà Eva Green tham gia đóng quảng cáo), Smirnoff, Omega SA, Virgin Atlantic Airways và Sony Ericsson.

### Giải trí tại gia

Bìa DVD tựa Việt của Sòng bạc hoàng gia do Công ty Cổ phần Phim Thiên Ngân phát hành.

Ngày 16 tháng 3 năm 2007, Sòng bạc hoàng gia ra mắt đồng thời trên DVD, UMD và đĩa Blu-ray. Cùng ngày trên tại Anh Quốc, bộ phim được phát hành trên cả DVD và Blu-ray. Các ấn bản DVD và đĩa Blu-ray đã phá một vài kỷ lục về doanh số: ấn bản đĩa Blu-ray Vùng 1 trở thành đĩa độ nét cao bán chạy nhất từ trước đến nay khi tiêu thụ hơn 100.000 bản copy kể từ khi phát hành. Ấn bản DVD vùng 2 còn đạt kỷ lục đĩa bán chạy nhất trong tuần đầu tiên phát hành. Bản DVD của Anh cũng có lượng tiêu thụ tốt khi bán được 1.622.852 bản copy kể từ ngày 19 tháng 3. Một bản sao của ấn bản đĩa Blu-ray Sòng bạc hoàng gia đã được phân phối cho 500.000 chủ nhân đầu tiên sở hữu PlayStation 3 – những người từng đăng ký tài khoản trên mạng PlayStation Network. Ấn bản DVD đi kèm với video âm nhạc chính thức cho bộ phim và ba bộ phim tài liệu thuật lại chi tiết Daniel Craig được lựa chọn vào vai Bond như thế nào, quá trình ghi hình và một bản mở rộng của Bond Girls Are Forever - tác phẩm tài liệu nói về tất cả những Bond girl từng xuất hiện trong các phần phim cũ, đồng thời kết hợp thêm những buổi phỏng vấn mới với dàn diễn viên của Sòng bạc hoàng gia. Trong quý I năm 2007, Sòng bạc hoàng gia đã đứng đầu danh sách 10 phim độ nét cao sử dụng đĩa Blu-ray bán chạy nhất.
Tháng 5 năm 2008, Công ty Cổ phần Phim Thiên Ngân đã ký thỏa thuận hợp tác với hãng Sony Pictures Home Entertainment (SPHE) để trở thành nhà phân phối đầu tiên và độc quyền các phim DVD nguyên bản do SPHE sản xuất tại thị trường Việt Nam. Trong các bộ DVD này, Sòng bạc hoàng gia được phát hành cùng với các bộ phim như Surf's Up, Hồi ức của một geisha, nhượng quyền Spider-Man... Ngày 31 tháng 10 năm 2008, một ấn bản 3 đĩa DVD của Sòng bạc hoàng gia được phát hành tại Anh Quốc, trùng lịch phát hành chiếu rạp phần tiếp theo của phim là Định mức khuây khỏa (tuần kế tiếp tại Hoa Kỳ). Cũng giống như sản phẩm từ ấn bản năm 2007, ấn bản sưu tập này gồm có một bài tường thuật bằng audio, các cảnh bị cắt và bản so sánh storyboard với bộ phim. Một phiên bản hai đĩa Blu-ray ra mắt kế tiếp vào năm 2008 với sự góp mặt của những phần tài liệu bổ sung, tương tác nâng cao qua BD-Live và bản nhạc phim 5.1 PCM cũ bị thay thế bằng bản nhạc phim 5.1 Dolby TrueHD tương tự. Sòng bạc hoàng gia được phát hành lần thứ 3 vào năm 2012 trên Blu-ray với audio DTS và những cảnh bị cắt, nhưng kèm theo ít tính năng đặc biệt hơn so với ấn bản năm 2008.

### Bản cắt và kiểm duyệt
Sòng bạc hoàng gia đã bị kiểm duyệt trước khi phát hành tại một số quốc gia như Anh Quốc, Hoa Kỳ, Đức và Trung Quốc. Tại Anh Quốc, bằng cách loại bỏ một số trò bạo dâm của Le Chiffre và những phản ứng của James Bond trong phân cảnh anh bị Chiffre tra tấn, Ủy ban phân loại điện ảnh Vương quốc Anh (BBFC) cấp cho tác phẩm mác 12 A như các nhà phát hành mong muốn. Tại Hoa Kỳ, hai đoạn chiến đấu trong phim bị kiểm duyệt và lược bỏ nhằm hạ mức phân loại phim xuống, còn ở mức PG-13, đó là cảnh Bond đối đầu với viên đặc vụ liên lạc phản bội của MI6 Fisher ở đầu phim và cảnh chiếu đấu giữa Bond và Obanno diễn ra trong cầu thang tại Sòng bạc hoàng gia. Bản kiểm duyệt phim ở Đức cũng cắt một phân cảnh khi kẻ đánh bom tại sân bay bẻ cổ một người đàn ông và thay nó bằng một cảnh khác.

## Đón nhận

### Doanh thu phòng vé
Tác phẩm thu về 599 triệu USD trên toàn cầu. Sòng bạc hoàng gia là phim điện ảnh có doanh thu cao thứ tư trong năm 2006 và phần có doanh thu cao nhất trong loạt phim James Bond cho đến khi Tử địa Skyfall phá kỷ lục vào năm 2012. Tại thị trường công chiếu Anh Quốc, Sòng bạc hoàng gia phá vỡ hàng loạt kỷ lục về ngày chiếu ra mắt (1,7 triệu bảng) và dịp cuối tuần mở màn (13.370.969 bảng). Vào cuối đợt chiếu tại các phòng vé, bộ phim đã thu về 55,4 triệu bảng, đánh dấu phim điện ảnh thành công nhất năm tại Anh Quốc và tính đến năm 2011 tác phẩm là phim điện ảnh có doanh thu cao thứ 10 mọi thời đại ở quốc gia này.
Trong ngày chiếu mở màn tại Hoa Kỳ, Sòng bạc hoàng gia đứng đầu với 14,7 triệu USD và trong suốt thời gian đến dịp cuối tuần đã thu về 40,8 triệu USD, xếp hạng ở vị trí thứ 2 sau Happy Feet (41,5 triệu USD). Tuy nhiên lượng rạp chiếu tác phẩm lại ít hơn 370 rạp và có tỉ lệ trung bình tốt hơn (11.890 USD mỗi rạp so với 10.918 USD mỗi rạp của Happy Feet). Bộ phim đem về 167,4 triệu USD tính đến cuối đợt chiếu tại Bắc Mỹ, đánh dấu tác phẩm có doanh thu cao nhất trong loạt phim tại thời điểm đó trước khi bị con số 168,4 triệu USD của Định mức khuây khỏa vượt qua. Ngày 18 tháng 11 năm 2006, Sòng bạc hoàng gia mở màn ở vị trí số một tại 27 quốc gia với doanh thu dịp cuối tuần là 43,4 triệu USD nếu không tính các thị trường như Anh Quốc, Ireland, Hoa Kỳ hay Canada. Phim tiếp tục duy trì vị trí quán quân trên bảng xếp hạng phòng vé toàn cầu trong bốn tuần.

### Đánh giá chuyên môn
Giới chuyên môn đã đưa ra những phản hồi tích cực về Sòng bạc hoàng gia, đặc biệt là diễn xuất và sự đáng tin cậy của Craig. Trong thời gian sản xuất, Craig từng trở thành chủ đề gây tranh cãi của phương tiện truyền thông và công chúng, vì anh không phù hợp với hình ảnh một nhân vật cao to, da ngăm đen và ngọt ngào giống như trong nguyên tác của Ian Fleming. Nhật báo The Daily Telegraph đã so sánh chất lượng hình ảnh Bond của Craig với của Sean Connery, đồng thời ca ngợi kịch bản được chắp bút thông minh. Ấn phẩm nhấn mạnh cách bộ phim tách biệt khỏi công thức của loạt phim. Nhật báo The Times thì so sánh màn diễn xuất nhân vật của Craig với Timothy Dalton và khen ngợi thái độ của anh thật "cáu kỉnh". Một vài đánh giá khác đặc biệt nhắc đến chuỗi phân cảnh hành động liên quan đến những cần trục ở Madagascar. Những nhà phê bình gồm có Paul Arendt của BBC Films, Kim Newman của Empire và Todd McCarthy của Variety đều mô tả Craig là nam diễn viên đầu tiên thực sự nhập vai James Bond từ nguyên tác của Ian Fleming: mỉa mai, cục súc và lạnh lùng. Arendt bình luận: "Craig là diễn viên đầu tiên thực sự đóng khung nét đặc thù riêng biệt của 007: anh ta chính xác là một kẻ đáng khinh."
Tác phẩm nhận được sự tán dương nồng nhiệt tương tự tại Bắc Mỹ. Kênh truyền hình MSNBC chấm Sòng bạc hoàng gia điểm năm sao tuyệt đối. Giới phê bình miêu tả rằng bộ phim đã đưa James Bond "trở về với nguồn gốc của anh", giống như From Russia with Love, khi cả hai phim đều chú trọng đến nhân vật và cốt truyện thay vì những thiết bị công nghệ cao và hiệu ứng hình ảnh từng bị chỉ trích nặng nề trong Die Another Day. Trên hệ thống tổng hợp kết quả đánh giá Rotten Tomatoes, Sòng bạc hoàng gia nhận được 95% lượng đồng thuận dựa theo 256 bài đánh giá, với điểm trung bình là 7,9/10. Các chuyên gia của trang web nhất trí rằng, "Sòng bạc hoàng gia đã trút bỏ sự ngờ nghệch và những thứ gây khó chịu cho những chuyến đi gần đây của Bond, còn Daniel Craig mang lại những điều mà người hâm mộ và các nhà phê bình đang chờ đợi: một sự cách tân đầy mỉa mai, ám ảnh và mạnh mẽ của 007". Đây là phim Bond có lượng đồng thuận cao thứ tư trên trang web, sau Goldfinger, From Russia with Love, và Dr. No; tất cả những phim trên đều đạt tỉ lệ 96%. Trên trang Metacritic, phim đạt số điểm cao 80 trên 100 dựa trên 46 nhận xét, chủ yếu là những lời khen ngợi. Entertainment Weekly đã vinh danh bộ phim là tác phẩm hay thứ năm trong loạt phim và lựa chọn Vesper Lynd là Bond girl xuất sắc thứ tư trong loạt phim. Vài cây viết bình luận trên báo chí và phê bình gia còn bị màn thể hiện của Craig làm ấn tượng đến mức coi anh là một ứng viên tiềm năng cho một đề cử Oscar. Roger Ebert chấm phim điểm tuyệt đối bốn trên bốn sao và viết rằng, "Craig tạo nên một Bond thật tuyệt vời... [nhân vật] đem lại cảm giác của một người đàn ông cứng cỏi. Anh ta bị cuộc sống và công việc của mình làm tổn thương, tuy nhiên vẫn quan tâm đến mọi người và [biết phân biệt] phải trái". Ông cho rằng tác phẩm "chứa những câu trả lời cho mọi phàn nàn của mình về loạt phim James Bond 45 tuổi", cụ thể là "vì sao từ trước đến nay dường như chẳng có ai trong phim Bond có bất kì cảm xúc thật nào." Joshua Rothkopf của tạp chí Time Out New York xem Craig là "Bond hay nhất trong lịch sử nhượng quyền," ông ca ngợi "vẻ bảnh bao, sự đáng ghét, tiếng cằn nhằn mỉa mai kiểu Mamet..." của nam diễn viên. Ông viết: "Đây là một Bond dễ bị kích động, một Bond đểu giả, một kẻ đùa tếu bất lịch sự, một kẻ thích gây gổ và trong đoạn kết phim ảm đạm gây sửng sốt là một người tình chân thật."
Vicky Allan của báo Sunday Herald nhận thấy chính bản thân Bond chứ không phải những tình nhân của anh mới được thể hiện khách quan về mặt giới tính trong bộ phim này. Có một khoảnh khắc mà anh nổi lên từ dưới mặt biển gợi nhớ đến Ursula Andress trong Dr. No. Ông cảm thấy mình như bị những lời chỉ trích Bond của Vesper Lynd "xiên qua người". Ông nói tiếp: "...mặc dù hiện giờ không thể tưởng tượng nổi rằng có một nhân vật nữ trong một tác phẩm điện ảnh đại chúng lại bị lột quần áo trần trụi và bị đe dọa bằng việc thiến bộ phận sinh dục, đó chính xác lại là những gì xảy ra với Bond [trong bộ phim này]." Mặc dù phim đối chiếu với những chỉ trích trong quá khứ về việc các Bond girl bị coi là đối tượng tình dục, "[một] James Bond từng bất khả chiến bại lại trở thành một tù nhân tại khu chợ thịt." Ý kiến này từng được James Chapman của Đại học Leicester (tác giả cuốn License to Thrill) chia sẻ, ông cũng nhấn mạnh rằng Bond của Craig "vẫn chưa phải là người lịch sự tao nhã". Ông thấy màn hóa thân Bond của anh gần tương đồng với của Fleming bởi vì anh "thiếu hài hước", nhưng đồng thời tỏ ra khác biệt vì "Bond của Fleming không thích việc giết chóc, nhưng Bond của Craig dường như rất ưa chuộng nó." Andrew Sarris từ nhật báo The New York Observer viết rằng bộ phim Bond đặc biệt này là "lần đầu tiên tôi cân nhắc nghiêm túc đưa phim vào danh sách 10 tác phẩm hay nhất hằng năm của riêng mình. Hơn nữa tôi còn coi Daniel Craig là người đóng hiệu quả và hấp dẫn nhất trong số sáu diễn viên thủ vai 007, thậm chí tính cả Sean Connery." Raymond Benson (tác giả chín cuốn về Bond) đã ghi danh Sòng bạc hoàng gia là "một bộ phim Bond hoàn hảo."
—Roger Moore, cựu diễn viên thủ vai 007 nhận xét về vai Bond của Craig.
Tuy nhiên, tác phẩm cũng gặp những phản hồi trái chiều từ các nhà phê bình khác. Rob Gonsalves của website eFilmCritic.com chấm phim một bài đánh giá tích cực nhưng bình luận rằng: "Khi bạn loại bỏ những tác phẩm 007 vì yếu tố hành động và 'tính hiện thực', bạn đã đánh mất linh hồn của những bộ phim Bond cũ được yêu mến đó. Có thể chúng sẽ giống như các bộ phim về Jason Bourne." John Beifuss của The Commercial Appeal thì cho rằng: "Ai lại muốn xem Bond rút ra một bài học về bản ngã, như thể anh ta là Greg Brady trong giai đoạn 'Johnny Bravo' chứ?" Anthony Lane từ báo The New Yorker chỉ trích cách thể hiện nhân vật còn dở dang và tự nhận thức khi cho rằng: "Thậm chí nói cách khác thì James Bond muốn trở thành 007."
Dù bình luận viên phát thanh người Mỹ Michael Medved chấm Sòng bạc hoàng gia ba trên bốn sao, đồng thời miêu tả phim là "hấp dẫn, táo bạo và rất sát với nguyên tác... đáng tin cậy hơn và ít phi thực tế hơn so với những ngoại truyện 007 trước," ông lại bình luận rằng: "đôi khi nhịp phim chậm sẽ làm nản lòng những người hâm mộ Bond cuồng nhiệt." Tương tự, một cây viết cho tờ The Sun ca ngợi phim nhờ có màu sắc tăm tối và màn diễn xuất của Craig, nhưng thấy rằng "giống như cuốn tiểu thuyết [nguyên tác], phim bị thiếu tính rành mạch trong cốt truyện" và tin rằng tác phẩm cần được biên tập thêm, đặc biệt là ở cảnh kết. Các bình luận viên như Emanuel Levy tán thành nhận xét trên, đồng thời cho rằng cái kết quá dài và những kẻ phản diện khủng bố của phim thiếu chiều sâu, mặc dù vậy ông vẫn tán dương Craig và chấm phim điểm tổng kết B+. Các phê bình gia khác phản ứng Sòng bạc hoàng gia theo chiều tiêu cực. Tim Adams của The Observer cho rằng phim kế thừa một cách khó chịu nhằm làm loạt phim đi theo hướng gai góc hơn.
Tháng 12 năm 2006, Sòng bạc hoàng gia được vinh danh là tác phẩm điện ảnh hay nhất năm do các khán giả của chương trình truyền hình Film 2006 lựa chọn. Cảnh quay Bond mặc chiếc quần bơi thể thao đứng đầu cuộc bình chọn nhân vật nam quyến rũ nhất của The Sun. Năm 2009, nhãn hiệu phân phối thực phẩm Del Monte Foods đã cho ra mắt món kem que Ice pop được nhào nặn giống với hình Craig nổi lên từ dưới mặt biển. Năm 2008, Entertainment Weekly vinh danh tác phẩm là bộ phim điện ảnh hay thứ 19 trong vòng 25 năm qua.

### Danh sách top 10
Sòng bạc hoàng gia xuất hiện trong danh sách top 10 phim điện ảnh hay nhất năm 2006 của nhiều nhà phê bình.
| Phê bình gia       | Ấn phẩm                    | Vị trí |
| ------------------ | -------------------------- | ------ |
| Owen Gleiberman    | Entertainment Weekly       | 1      |
| Không ghi tên      | Empire                     | 3      |
| Marc Moha          | The Oregonian              | 3      |
| Stephanie Zacharek | Salon.com                  | 3      |
| William Arnold     | Seattle Post-Intelligencer | 3      |
| Jack Mathews       | New York Daily News        | 7      |
| James Berardinelli | ReelViews                  | 8      |
| Desson Thomson     | Washington Post            | 8      |
| Michael Phillips   | Chicago Tribune            | 8      |
| Andrew Sarris      | The New York Observer      | 9      |
| Stephen Hunter     | Washington Post            | 9      |
| Stephen Hunter     | Washington Post            | 9      |
| Michael Wilmington | Chicago Tribune            | 10     |
| Mike Russell       | The Oregonian              | 10     |

### Giải thưởng
Tại lễ trao giải của Viện Hàn lâm Nghệ thuật Điện ảnh và Truyền hình Anh Quốc (BAFTA) năm 2006, Sòng bạc hoàng gia đoạt giải âm thanh xuất sắc nhất (Chris Munro, Eddy Joseph, Mike Prestwood Smith, Martin Cantwell, Mark Taylor) và giải ngôi sao triển vọng dành cho nữ diễn viên Eva Green. Phim cũng giành tám đề cử BAFTA khác: giải Alexander Korda cho phim Anh hay nhất, kịch bản xuất sắc nhất (Neal Purvis, Robert Wade, Paul Haggis), giải Anthony Asquith cho nhạc phim hay nhất (David Arnold), quay phim xuất sắc nhất (Phil Meheux), dựng phim xuất sắc nhất (Stuart Baird), thiết kế sản xuất xuất sắc nhất (Peter Lamont, Simon Wakefield), thành tựu trong hiệu ứng hình ảnh đặc biệt xuất sắc nhất (Steve Begg, Chris Corbould, John Paul Docherty, Ditch Doy) và nam diễn viên chính xuất sắc nhất cho Craig. Craig cũng trở thành nam diễn viên đầu tiên nhận một đề cử BAFTA cho một vai James Bond. Anh còn nhận đề cử giải thưởng điện ảnh Evening Standard cho nam diễn viên chính xuất sắc nhất.
Sòng bạc hoàng gia đã giành chiến thắng giải thiết kế sản xuất xuất sắc nhất từ Nghiệp đoàn chỉ đạo nghệ thuật, còn ca khúc "You Know My Name" của ca sĩ Chris Cornell đoạt giải Vệ tinh của Viện Hàn lâm Báo chí Quốc tế cho bài hát trong phim hay nhất. Bộ phim còn giành năm đề cử giải Sao Thổ: phim hành động/giật gân/phiêu lưu hay nhất, nam diễn viên chính xuất sắc nhất (Daniel Craig), nữ diễn viên phụ xuất sắc nhất (Eva Green), kịch bản xuất sắc nhất (Purvis, Wade và Haggis) và nhạc phim hay nhất (David Arnold). Tại buổi trao giải Sao Thổ 2007, tác phẩm đoạt danh hiệu duy nhất cho phim hành động/giật gân/phiêu lưu hay nhất. Lễ trao giải Golden Tomato Awards năm 2006 vinh danh tác phẩm là bộ phim điện ảnh phát hành mở rộng của năm. Ngoài ra Sòng bạc hoàng gia còn được đề cử và giành chiến thắng nhiều giải thưởng quốc tế khác cho kịch bản, dựng phim, hiệu ứng hình ảnh và thiết kế sản xuất. Một vài thành viên của đoàn làm phim cũng là chủ nhân của giải thưởng Taurus World Stunt Awards 2007. Trong đoàn phim, Gary Powell đã chiến thắng ở hạng mục phối hợp đóng thế/chỉ đạo đơn vị hai xuất sắc nhất, trong khi Ben Cooke, Kai Martin, Marvin Stewart-Campbell và Adam Kirley đoạt giải cho màn đóng thế xuất sắc nhất.
| Giải thưởng                              | Giải thưởng                                              | Giải thưởng | Giải thưởng |
| Giải thưởng                              | Hạng mục                                                 | Tác phẩm/người nhận đề cử | Kết quả     |
| ---------------------------------------- | -------------------------------------------------------- | --- | ----------- |
| Golden Tomato Awards 2006                | Phim điện ảnh phát hành mở rộng của năm                  | Sòng bạc hoàng gia | Đoạt giải   |
| Giải Vệ tinh 2006                        | Ca khúc trong phim hay nhất                              | "You Know My Name" (Chris Cornell) | Đoạt giải   |
| Giải BAFTA 2007                          | Phim Anh hay nhất                                        | Michael G. Wilson, Barbara Broccoli, Martin Campbell, Neal Purvis, Robert Wade và Paul Haggis | Đề cử       |
| Giải BAFTA 2007                          | Nam diễn viên chính xuất sắc nhất                        | Daniel Craig | Đề cử       |
| Giải BAFTA 2007                          | Ngôi sao triển vọng                                      | Eva Green | Đoạt giải   |
| Giải BAFTA 2007                          | Kịch bản xuất sắc nhất                                   | Neal Purvis, Robert Wade và Paul Haggis | Đề cử       |
| Giải BAFTA 2007                          | Dựng phim xuất sắc nhất                                  | Stuart Baird | Đề cử       |
| Giải BAFTA 2007                          | Thiết kế sản xuất xuất sắc nhất                          | Peter Lamont và Simon Wakefield | Đề cử       |
| Giải BAFTA 2007                          | Quay phim xuất sắc nhất                                  | Phil Meheux | Đề cử       |
| Giải BAFTA 2007                          | Nhạc phim hay nhất                                       | David Arnold | Đề cử       |
| Giải BAFTA 2007                          | Âm thanh xuất sắc nhất                                   | Chris Munro, Eddy Joseph, Mike Prestwood Smith, Martin Cantwell và Mark Taylor | Đoạt giải   |
| Giải BAFTA 2007                          | Thành tựu trong hiệu ứng hình ảnh đặc biệt xuất sắc nhất | Steve Begg, Chris Corbould, John Paul Docherty và Ditch Doy | Đề cử       |
| Giải Điện ảnh Evening Standard 2007      | Nam diễn viên chính xuất sắc nhất                        | Daniel Craig | Đoạt giải   |
| Giải Nghiệp đoàn chỉ đạo nghệ thuật 2007 | Thiết kế sản xuất xuất sắc nhất cho phim đương đại       | Peter Lamont, Simon Lamont, Dominic Masters, Steven Lawrence, Peter Francis, Alan Tomkins, Fred Hole, Guy Bradley, Neal Callow, James Hambidge, Peter Dorme, Michael Lamont, David Baxa, Klara Holubova và Susanna Codognato. | Đoạt giải   |
| Giải Sao Thổ 2007                        | Phim hành động/giật gân/phiêu lưu hay nhất               | Sòng bạc hoàng gia | Đoạt giải   |
| Giải Sao Thổ 2007                        | Nam diễn viên chính xuất sắc nhất                        | Daniel Craig | Đề cử       |
| Giải Sao Thổ 2007                        | Nữ diễn viên phụ xuất sắc nhất                           | Eva Green | Đề cử       |
| Giải Sao Thổ 2007                        | Kịch bản xuất sắc nhất                                   | Neal Purvis, Robert Wade và Paul Haggis. | Đề cử       |
| Giải Sao Thổ 2007                        | Nhạc phim hay nhất                                       | David Arnold | Đề cử       |
| Edgar Allan Poe Awards 2007              | Kịch bản phim điện ảnh xuất sắc nhất                     | Neal Purvis, Robert Wade, Paul Haggis và Ian Fleming. | Đề cử       |
| Giải Hội dựng phim Mỹ 2007               | Dựng phim điện ảnh - chính kịch xuất sắc nhất            | Stuart Baird | Đề cử       |
| Giải Hội hiệu ứng hình ảnh 2007          | Hiệu ứng đặc biệt xuất sắc trong phim điện ảnh           | Chris Corbould, Peter Notley, Ian Lowe và Roy Quinn | Đoạt giải   |
| Taurus World Stunt Awards 2007           | Phối hợp đóng thế/chỉ đạo đơn vị 2 xuất sắc nhất         | Gary Powell | Đoạt giải   |
| Taurus World Stunt Awards 2007           | Màn đóng thế xuất sắc nhất                               | Ben Cooke, Kai Martin, Marvin Stewart-Campbell và Adam Kirley | Đoạt giải   |
| Taurus World Stunt Awards 2007           | Cảnh chiến đấu hay nhất                                  | Maurice Lee và Ben Cooke | Đề cử       |